# 安羅斯
安羅斯，是英國作家約翰·羅納德·瑞爾·托爾金（J.R.R. Tolkien）的史詩式奇幻作品《未完成的故事》中的虛構人物。
他是羅斯洛立安（Lothlórien）的國王，與西爾凡精靈寧若戴爾（Nimrodel）相愛，但最終他們戀情因為安羅斯的離世而無法開花結果。

## 名字
安羅斯（Amroth）一名源於辛達林語，意思是「攀高者」Up-climber。

## 總覽
他是辛達族精靈（Sindar）。阿瑪蒂爾（Amdír）是他的父親。在早期版本安羅斯的父母則是凱勒鵬（Celeborn）與凱蘭崔爾，如此一來他的妹妹便是凱勒布理安（Celebrían）。安羅斯與西爾凡精靈（Silvan Elves）寧若戴爾相愛。他們的愛情悲劇傳頌於西爾凡精靈之間，《魔戒首部曲》裡勒苟拉斯（Legolas）也唱過關於這故事的寧若戴爾之歌（Song of Nimrodel）。
安羅斯被形容為睿智、美麗和勇敢的精靈，是羅斯洛立安的國王，那地在他治下一直處於和平繁榮。最後聯盟戰役（War of Last Alliance）期間，安羅斯繼承了戰死沙場的父親之王位。他住在樹上的瞭望台（Flet），並把這風氣傳給了他的子民，而這種習慣可能是他學自寧若戴爾。
他的名字後來用於許多地方，例如是剛鐸南方封地多爾安羅斯（Dol Amroth），以及羅斯洛立安的山丘克林安羅斯（Cerin Amroth）。

## 生平

### 早年
安羅斯的詳細出生時間不明，但可以肯定是在第二紀元，並大概於羅斯洛立安出生。

### 最後聯盟戰役
第二紀元3430年，最後聯盟戰役爆發，羅斯洛立安的精靈也加入了聯盟軍一方，推測安羅斯大概也有參戰。四年後，聯軍進兵抵達達哥拉平原（Dargolad），雙方發生會戰，羅斯洛立安精靈在此役中因為輕率冒進、裝備差，又拒絕服從吉爾加拉德（Gil-galad）的指揮，被半獸人擊敗，死傷慘重，連國王阿瑪蒂爾也戰死。安羅斯遂繼承了父親的王位，大概可能繼續參加聯軍對魔多（Mordor）的進攻。
戰後他的國度長期處於和平，即使是在第三紀元1050年左右開始，索倫（Sauron）的靈體佔據了羅斯洛立安附近的多爾哥多（Dol Guldur）。他愛上了寧若戴爾，但她不肯嫁予他，故此安羅斯一直保持單身，拒絕迎娶其他精靈女子。

### 炎魔甦醒
第三紀元1980年，矮人因為希望挖掘更多秘銀（Mithril），結果不慎喚醒了炎魔（Barlog）。他們無力驅逐敵人，唯有於翌年拋棄古老的家園凱薩督姆（Khazad-dûm）逃亡。沒有矮人的阻撓，半獸人遂進駐森林的周圍，引起精靈們的恐慌，連寧若戴爾逃離了自己的家。安羅斯追著她來到法貢森林（Fangorn Forest）的邊緣，她許諾會在一塊和平之地嫁給安羅斯。安羅斯立誓離開極需要他的羅斯洛立安子民，並表示中土大陸已沒有任何地方和平，所以提議他們航向維林諾（Valinor）。
安羅斯、寧若戴爾和一些精靈前去南方的艾德西隆得（Edhellond），尋找仍在那裡提供前往西方船隻的精靈。旅途中，安羅斯與寧若戴爾在白色山脈（Ered Nimrais）中失散。安羅斯找不到她，所以他先來到港口等待她的到來，卻發現那地剩下的少數精靈也準備離開中土世界，並登上最後一艘船隻。他們歡迎安羅斯，但不願等待寧若戴爾，不過看到安羅斯的憂傷，他們於是決定停在港內繼續等待。

### 失蹤
那年秋天的一夜，北方一股強風吹襲了貝爾法拉斯，把這艘船吹向南方。風暴消失後安羅斯在船上醒過來，發現船隻已經遠離了港口。絕望的他高喊著寧若戴爾的名字，並跳進貝爾法拉斯灣（Bay of Belfalas），奮力想游到岸上，最終遇溺失蹤。自此沒有任何人類或精靈見過他，他很可能就此淹死在海灣之中。
在安羅斯失蹤後，凱勒鵬及凱蘭崔爾（Galadriel）成為羅斯洛立安的統治者。

## 早期版本
在早期版本中，安羅斯被設定為凱勒鵬及凱蘭崔爾的兒子，但這個構思後來被放棄了，他成為了阿瑪蒂爾之子。

## 資料來源
1. 1 2 3  《魔戒三部曲》 2001年 聯經初版翻譯 附錄二編年史
2. ↑  .   [2011-10-20]. （原始内容存档于2011-06-09）.
3. 1 2 3 4 5 6 7 8 9 10  《未完成的故事》 1998年 HarperCollins出版 "History of Galadriel and Celeborn"